# Крашенинников, Виктор Григорьевич
Виктор Григорьевич Крашенинников (20 февраля 1937 года, Барышский район, Куйбышевская область — 3 июля 2003 года, Ульяновск) — фрезеровщик Ульяновского механического завода Министерства радиопромышленности СССР. Герой Социалистического Труда (1974).

## Биография
Родился в 1937 году в рабочей семье в посёлке при фабрике имени В. И. Ленина Барышского района. Окончил семилетку в селе Ляховка Барышского района. После окончания Куйбышевского железнодорожного училища с 1956 года трудился в локомотивных депо станций Инза и Ульяновск Куйбышевской железной дороги. Получил полное среднее образование в вечерней школе рабочей молодёжи. С 1957 по 1960 года проходил срочную службу в Советской Армии. После армии продолжил трудиться в локомотивных депо Куйбышевской железной дороги.
С 1964 года — ученик фрезеровщика, фрезеровщик на Ульяновском автомобильном заводе, с 1966 года — фрезеровщик на Ульяновском механическом заводе. Занимался изготовлением деталей для зенитных ракетных комплексов. Добившись высоких трудовых результатов и выпуска высококачественной продукции, получил право маркировать изделия личным клеймом. Указом Президиума Верховного Совета СССР (с грифом «не подлежит опубликованию») от 16 января 1974 года «за выдающиеся успехи в выполнении и перевыполнении планов 1973 года и принятых социалистических обязательств» удостоен звания Героя Социалистического Труда с вручением ордена Ленина и золотой медали Серп и Молот.
С 1981 года — бригадир фрезеровщиков на Ульяновском механическом заводе. В 1982 году окончил заочное отделение Ульяновского филиала Марийского радиотехнического техникума. С 1985 года — на профсоюзной работе Ульяновской областной профсоюзной организации.
Избирался депутатом Ульяновского городского Совета народных депутатов.
После выхода на пенсию проживал в Ульяновске. Скончался в июле 2003 года. Похоронен на кладбище в посёлке Ишеевка (Северное кладбище Ульяновска).
Награды
- Герой Социалистического Труда
- Орден Ленина
- Орден Трудового Красного Знамени (26.04.1971)
- Медаль «В ознаменование 100-летия со дня рождения Владимира Ильича Ленина»